# مایکل ترنر (بازیکن فوتبال)
مایکل ترنر (انگلیسی: Michael Turner؛ زادهٔ ۹ نوامبر ۱۹۸۳) یک بازیکن فوتبال اهل بریتانیا است.